# 핀자
핀자(Pinza, 1950 ~ 1977년)는 서러브레드 경주마이다. 경력은 1952년 7월부터 1953년 7월 이후로 1년 넘게 지속되었으며 7번 달려서 5번의 승리를 거두었다. 1953년에는 자신의 세대에서 영국 최고의 콜트(colt)였다. 이후로는 성공을 거의 하지 못해 은퇴하였다.